# Erodium mouretii
Erodium mouretii är en näveväxtart som beskrevs av Pitard. Erodium mouretii ingår i släktet skatnävor, och familjen näveväxter. Inga underarter finns listade i Catalogue of Life.